# Family Circle Cup 1990
Family Circle Cup 1990 — жіночий тенісний турнір, що проходив на відкритих кортах з ґрунтовим покриттям Sea Pines Plantation у Гілтон-Гед-Айленді (США). Належав до турнірів 1-ї категорії в рамках Туру WTA 1990. Турнір відбувсь увісімнадцяте і тривав з 2 квітня до 8 квітня 1990 року. Перша сіяна Мартіна Навратілова здобула титул в одиночному розряді, свій четвертий на цьому турнірі.

## Фінальна частина

### Одиночний розряд
Мартіна Навратілова —  Дженніфер Капріаті 6–2, 6–4
- Для Навратілової це був 4-й титул в одиночному розряді за сезон і 150-й — за кар'єру.

### Парний розряд
Мартіна Навратілова /  Аранча Санчес Вікаріо —  Мерседес Пас /  Наташа Звєрєва 6–2, 6–1
- Для Навратілової це був 3-й титул у парному розряді за сезон і 153-й — за кар'єру. Для Санчес Вікаріо це був перший титул в парному розряді за сезон і 2-й - за кар'єру.